# CandyRat Records
La CandyRat Records è una casa discografica statunitense indipendente fondata da Rob Poland nel 2004. L'etichetta ha sede nel Wisconsin presso Menomonee Falls.
L'etichetta si dedica principalmente alla sponsorizzazione di musica per chitarra acustica, nell'ottica della promozione di tecniche chitarristiche innovative come il "percussive fingerstyle".

## Storia
L'etichetta nasce nel 2004 da un progetto di Rob Poland, promotore musicale statunitense in cerca di un nuovo business. Il progetto prende vita con la collaborazione del chitarrista Don Ross, che di fatto fu il primo artista sponsorizzato dalla CandyRat Records. L'attività iniziò nel 2005 dopo aver messo sotto contratto i primi 6 artisti, tra i quali oltre a Don Ross erano presenti Andy McKee e Antoine Dufour. Riguardo al curioso nome della casa discografica Rob Poland, in un'intervista del 2011, ha dichiarato che «...il nome CandyRat Records è soltanto un dominio che era disponibile su Internet, sfortunatamente non c'è nessuna storia interessante collegata al nome...».

## Artisti
La CandyRat Records ad agosto 2017 ha una comunità di oltre 50 artisti.

### Artisti attuali
- Adam Ben Ezra
- Alex Anderson
- Alex Trugman
- Andrew White
- Antoine Dufour
- Brendan Power[4]
- Brooke Miller
- Calum Graham[5]
- Chris Mike[6]
- Chris Woods Groove[7].
- Craig D'Andrea
- Daniel Voth[8]
- Dean Magraw
- Derrin Nauendorf
- Don Ross
- Emma Dean
- Erick Turnbull
- Erik Mongrain
- Eva Atmatzidou
- Ewan Dobson[9]
- Gareth Pearson[10]
- Gregory Hoskins
- Guitar Republic
- Hunter van Larkins
- Ian Ethan Case[11]
- Jimmy Wahlsteen
- Justin Taylor
- Kelly Sciandra
- Kelly Valleau
- Laszlo
- Luca Stricagnoli[12]
- Lucas Michailidis
- Mark Minelli
- Mathieu Fiset
- Matthew Santos[13]
- Michael Chapdelaine
- Michael Kobrin
- Michael Manring
- Mike Dawes
- Nicholas Barron
- Peter Ciluzzi
- Pino Forastiere
- Preston Reed
- Ray Montford Group
- Richard Barrett
- Ryan Ayers
- Ryan Spendlove
- Sebastien Cloutier
- Sergio Altamura
- Spencer Elliott
- Stefano Barone
- Steffen Schackinger
- Steven Padin
- The Reign of Kindo[14]
- Thomas Leeb
- Tommy Gauthier
- Trevor Gordon Hall
- Van Larkins[15]